# Dacryodes igaganga
Espèce
Synonymes
- Pachylobus edulis var. glabra A.Chev.[1]

Statut de conservation UICN

 VU A1cd+2cd : Vulnérable
Dacryodes igaganga est une espèce de plantes de la famille des Burseraceae.